# Valīkestān
Valīkestān (persiska: وليكستان) är en ort i Iran.   Den ligger i provinsen Mazandaran, i den norra delen av landet, 120 km norr om huvudstaden Teheran. Valīkestān ligger 28 meter över havet och antalet invånare är 519.
Terrängen runt Valīkestān är varierad. Runt Valīkestān är det ganska tätbefolkat, med 108 invånare per kvadratkilometer. Närmaste större samhälle är Nashtā Rūd, 8,2 km nordväst om Valīkestān. I omgivningarna runt Valīkestān växer i huvudsak blandskog.